# عمر فريوني

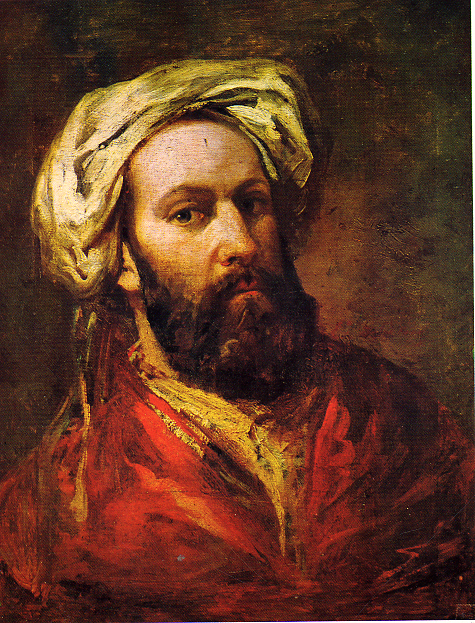
عمر فريوني

كان عمر فريوني من الشخصيات العثمانية الرائدة في حرب الاستقلال اليونانية.

## في وقت مبكر الحياة
كان عمر فريوني من أصل ألباني توسك من قرية فريوني بالقرب من بيرات (ومن هنا اسمه)،  مع سجل مميز في المعارك في مصر ضد نابليون . عندما ثار علي باشا ضد مقر الباب العالي، كان عمر أمينًا للصندوق. قاد في البداية الجيش المكلف بالدفاع عن المقاربات الشرقية تجاه يوانينا، لكنه أبرم اتفاقًا مع إسماعيل باشا، القائد الأعلى لقوات السلطان آنذاك، وحل جيشه مقابل باشاليك بيرات.
بعد وفاة علي باشا عمر كان من بين القادة الذين أرسلهم خورشيد أحمد باشا، القائد الأعلى الجديد، لقمع الثورة اليونانية التي اندلعت في مارس 1821. في 24 أبريل 1821، هزم الإغريق في معركة الأمانة، وكان قائدهم، أثاناسيوس دياكوس، المخوزق . تم إيقاف تقدم فريوني مؤقتًا من قِبل أوديسياس أندروتسوس الذي تسبب بعدد قليل من الرجال في خسائر فادحة في معركة نزل غرافيا في 8 مايو 1821.

## حصار ميسولونغي
في أواخر عام 1822، انضم هو ومحمد رشيد باشا إلى القوات لمحاصرة مدينة ميسولونغي. كانت المدينة محاطة بالكامل في 25 أكتوبر، وربما سقطت، لو حاول العثمانيون شن هجوم فوري. كما كان، فضل فريوني أن يأخذ البلدة ذات الأهمية الإستراتيجية سليمة، ولجأ إلى المفاوضات، ضد رأي محمد رشيد ويوسف باشا. استفاد اليونانيون المحاصرون من المفاوضات، وجروها حتى 8 نوفمبر، عندما تم تعزيزهم عن طريق البحر، وفي هذه المرحلة رفضوا التفاوض. بدأ الحصار بشكل جدي، وحدد الباشا هجومهما الرئيسي ليلة عيد الميلاد، 24 ديسمبر، بحساب أن اليونانيين سوف يندهشون. تم تسريب الخطة إلى المدافعين، وفشل الهجوم. بعد ستة أيام، تم رفع الحصار.

## مهنة لاحقة
نتيجة لهذا الفشل، تصاعدت الخصومة بين عمر فريوني ومحمد رشيد، مما أدى إلى تذكره من قبل بورت في 1824، عندما تم تعيينه في مقدونيا . خلال الحرب الروسية التركية في وقت لاحق من عام 1828، قاد جيش قوي قوامه 20.000 في محاولة فاشلة لتخفيف حصار فارنا.